# Етмекджиян Ашот Арутюнович
Ашот Арутюнович Етмекджиян (22 березня 1911, місто Таганрог, тепер Російська Федерація — 1 жовтня 1991, місто Москва, тепер Російська Федерація) — радянський державний діяч, перший заступник голови Держплану СРСР — міністр СРСР, перший заступник голови Держбуду СРСР — міністр СРСР. Кандидат економічних наук (1972).

## Життєпис
Народився в родині кравця.
У 1927—1930 роках — робітник, десятник тресту «Північкавказважбуд» у місті Таганрозі.
З 1930 до 1932 року навчався в Північно-Кавказькому будівельному технікумі в місті Ростові-на-Дону.
У 1932—1934 роках — технік, помічник виконроба, виконроб, начальник дільниці тресту «Північкавказважбуд» у Ростові-на-Дону.
З 1934 до 1936 року служив у Червоній армії (військова частина 1278).
У 1936—1941 роках — виконроб, старший виконроб, начальник дільниці, головний інженер та начальник будівельного управління (з 1940 року) тресту «Північкавказважбуд» у Ростові-на-Дону.
Член ВКП(б) з червня 1939 року.
У 1941 році закінчив заочно Московський інститут інженерів комунального будівництва.
У 1941—1942 роках — в Червоній армії: начальник управління оборонного будівництва № 49 5-ї саперної армії на Південному, Південно-Західному та Сталінградському фронтах.
У 1942—1946 роках — начальник управління, керуючий тресту «Північкавказважбуд» та одночасно уповноважений Народного комісаріату будівництва СРСР у місті Ростові-на-Дону.
У 1946—1949 роках — начальник Головсхідпівденьбуду, потім Головпівденьбуду Міністерства будівництва військових і військово-морських підприємств СРСР. Одночасно з 1947 до 1949 року — член колегії Міністерства будівництва військових і військово-морських підприємств СРСР.
У 1949—1951 роках — начальник Головного управління Південного району (Головпівденьбуду) Міністерства будівництва підприємств машинобудування СРСР. Одночасно з 1949 року — член колегії Міністерства будівництва підприємств машинобудування СРСР.
У 1951—1953 роках — заступник міністра будівництва підприємств машинобудування СРСР.
У 1953—1954 роках — начальник Головного управління з будівництва висотних будівель (Головвисотбуду) Міністерства будівництва СРСР у Москві.
У 1954—1955 роках — заступник, у 1955—1958 роках — перший заступник начальника Головмосбуду.
У 1958—1962 роках — начальник Головного управління промисловості будівельних матеріалів при виконавчому комітеті Московської міської ради депутатів трудящих. Член Спілки архітекторів СРСР з 1960 року.
18 липня — 24 листопада 1962 року — 1-й заступник голови Держплану СРСР — міністр СРСР. У листопаді 1962 — січні 1963 року — міністр СРСР.
У січні — березні 1963 року — 1-й заступник голови Державного комітету у справах будівництва — міністр СРСР. У березні 1963 — жовтні 1965 року — 1-й заступник голови Державного комітету Ради міністрів СРСР у справах будівництва (Держбуду СРСР) — міністр СРСР. Одночасно був головою комісії ЦК КПРС та Ради міністрів СРСР з будівництва підприємств мінеральних добрив та сировини для них.
У 1965—1969 роках — 1-й заступник голови Державного комітету Ради міністрів СРСР у справах будівництва (Держбуду СРСР).
У 1969—1973 роках — заступник начальника Головмосбуду.
З червня 1973 року — персональний пенсіонер союзного значення в Москві.
Помер 1 жовтня 1991 року в Москві. Похований в Москві на Введенському цвинтарі.

## Звання
- інженер-полковник

## Нагороди
- орден Леніна
- орден Вітчизняної війни І ст.
- три ордени Трудового Червоного Прапора
- орден Червоної Зірки
- медалі
- Почесна грамота Президії Верховної Ради СРСР
- Ленінська премія (1959) — за вирішення великого містобудівного завдання швидкісної реконструкції та благоустрою району Лужників міста Москви та створення комплексу спортивних споруд Центрального стадіону імені Леніна
- Сталінська премія ІІІ ст. (1951) — за розробку та впровадження у практику будівництва нових методів відновлення залізобетонних конструкцій
- Премія Ради Міністрів СРСР (1978)
- Заслужений будівельник РРФСР